# キモグリバエ
キモグリバエは、ハエ目（双翅目）キモグリバエ科（Chloropidae）に属する種の総称。世界で約160属2000種が記録されている。一部の種の幼虫がイネやムギなどの植物を食害するため、農業害虫として扱われることもある。

## 特徴
小型のハエで、成虫の体長は約1.5-5.0mm。体色は黒、黄、赤などで、黒や赤の縞模様がある場合もある。額の単眼三角区が非常に大きく艶がある種が多い。
食性は非常に多様で、腐食性、植食性、肉食性、虫こぶを作る種、さらには寄生性の種など多岐にわたる。中でも、幼虫がイネを利用するイネキモグリバエ Chlorops oryzae 、ムギを利用するムギキモグリバエ Meromyza nigriventris などは農業害虫として扱われる。

## 分布
世界中に分布する。知られている種だけで約160属2000種がある。日本では、Kanmiya (1983) で52属145種が記録されている。